# Masalia decorata
Masalia decorata är en fjärilsart som beskrevs av Moore 1881. Masalia decorata ingår i släktet Masalia och familjen nattflyn. Inga underarter finns listade i Catalogue of Life.